# Campionati europei di atletica leggera 2014 - 110 metri ostacoli
La specialità dei 110 metri ostacoli maschili ai Campionati europei di atletica leggera di Zurigo 2014 si è svolta il 13 e 14 agosto 2014 al Stadio Letzigrund.

## Risultati

### Batterie
I primi tre atleti di ogni batteria (Q) e i quattro migliori tempi (q) avanzano in semifinale.
| Class | Gruppo | Corsia | Nome                    | Nazione       | Tempo | Note                                     |
| ----- | ------ | ------ | ----------------------- | ------------- | ----- | ---------------------------------------- |
| 1     | 1      | 3      | Pascal Martinot-Lagarde | Francia       | 13.29 | Q                                        |
| 1     | 3      | 4      | William Sharman         | Gran Bretagna | 13.29 | Q                                        |
| 1     | 4      | 8      | Sergey Shubenkov        | Russia        | 13.29 | Q                                        |
| 4     | 2      | 8      | Dimitri Bascou          | Francia       | 13.35 | Q                                        |
| 5     | 3      | 7      | Balázs Baji             | Ungheria      | 13.37 | Q,                                       |
| 6     | 3      | 1      | Matthias Bühler         | Germania      | 13.40 | Q                                        |
| 7     | 2      | 1      | Gregor Traber           | Germania      | 13.43 | Q,                                       |
| 8     | 1      | 7      | Artur Noga              | Polonia       | 13.44 | Q,                                       |
| 9     | 2      | 7      | Lawrence Clarke         | Gran Bretagna | 13.46 | Q                                        |
| 9     | 4      | 1      | Thomas Martinot-Lagarde | Francia       | 13.46 | Q                                        |
| 11    | 1      | 5      | Erik Balnuweit          | Germania      | 13.48 | Q                                        |
| 12    | 4      | 5      | Petr Svoboda            | Rep. Ceca     | 13.50 | Q, =                                     |
| 13    | 3      | 8      | Konstantin Shabanov     | Russia        | 13.51 | q,                                       |
| 13    | 4      | 7      | Andy Turner             | Gran Bretagna | 13.51 | q                                        |
| 15    | 1      | 1      | Konstadinos Douvalidis  | Grecia        | 13.54 | q                                        |
| 15    | 2      | 6      | Paolo Dal Molin         | Italia        | 13.54 | q                                        |
| 17    | 4      | 2      | Hassane Fofana          | Italia        | 13.55 | Miglior prestazione personale            |
| 18    | 1      | 8      | Gregory Sedoc           | Paesi Bassi   | 13.58 |                                          |
| 18    | 2      | 2      | João Carlos Almeida     | Portogallo    | 13.58 | Miglior prestazione personale stagionale |
| 20    | 4      | 4      | Dániel Kiss             | Ungheria      | 13.64 | Miglior prestazione personale stagionale |
| 21    | 3      | 3      | Dominik Bochenek        | Polonia       | 13.66 |                                          |
| 22    | 1      | 4      | Lorenzo Perini          | Italia        | 13.77 |                                          |
| 23    | 2      | 3      | Tobias Furer            | Svizzera      | 13.78 |                                          |
| 24    | 2      | 5      | Milan Trajkovic         | Cipro         | 13.78 |                                          |
| 25    | 1      | 6      | Arttu Hirvonen          | Finlandia     | 13.87 | Miglior prestazione personale            |
| 26    | 2      | 4      | Alexander Brorsson      | Svezia        | 13.92 |                                          |
| 27    | 1      | 2      | Vladimir Vukicevic      | Norvegia      | 13.97 |                                          |
| 27    | 4      | 6      | Andreas Martinsen       | Danimarca     | 13.97 |                                          |
| 29    | 3      | 6      | Viliam Papšo            | Slovacchia    | 14.19 |                                          |
| 30    | 4      | 3      | Adrien Deghelt          | Belgio        | 14.33 |                                          |
| -     | 3      | 2      | Jussi Kanervo           | Finlandia     | dns   |                                          |
| -     | 3      | 5      | Milan Ristić            | Serbia        | dns   |                                          |

### Semifinale
I primi 3 di ogni semifinale (Q) e i 2 migliori tempi (q) si qualificano in finale.
| Class | Gruppo | Corsia | Nome                    | Nazione       | Tempo | Note |
| ----- | ------ | ------ | ----------------------- | ------------- | ----- | ---- |
| 1     | 1      | 5      | William Sharman         | Gran Bretagna | 13.16 | Q,   |
| 2     | 1      | 3      | Sergey Shubenkov        | Russia        | 13.16 | Q    |
| 3     | 2      | 5      | Pascal Martinot-Lagarde | Francia       | 13.17 | Q    |
| 4     | 2      | 4      | Balázs Baji             | Ungheria      | 13.31 | Q,   |
| 5     | 2      | 3      | Dimitri Bascou          | Francia       | 13.33 | Q    |
| 6     | 2      | 8      | Petr Svoboda            | Rep. Ceca     | 13.39 | q,   |
| 7     | 2      | 6      | Artur Noga              | Polonia       | 13.39 | q,   |
| 8     | 2      | 7      | Matthias Bühler         | Germania      | 13.39 | =    |
| 9     | 1      | 7      | Lawrence Clarke         | Gran Bretagna | 13.47 | Q    |
| 10    | 1      | 8      | Erik Balnuweit          | Germania      | 13.49 |      |
| 11    | 1      | 6      | Thomas Martinot-Lagarde | Francia       | 13.50 |      |
| 12    | 1      | 4      | Gregor Traber           | Germania      | 13.56 |      |
| 13    | 2      | 1      | Konstantin Shabanov     | Russia        | 13.57 |      |
| 14    | 2      | 2      | Andy Turner             | Gran Bretagna | 13.58 |      |
| 15    | 1      | 2      | Konstadinos Douvalidis  | Grecia        | 13.66 |      |
| 16    | 1      | 1      | Paolo Dal Molin         | Italia        | 13.72 |      |

### Finale

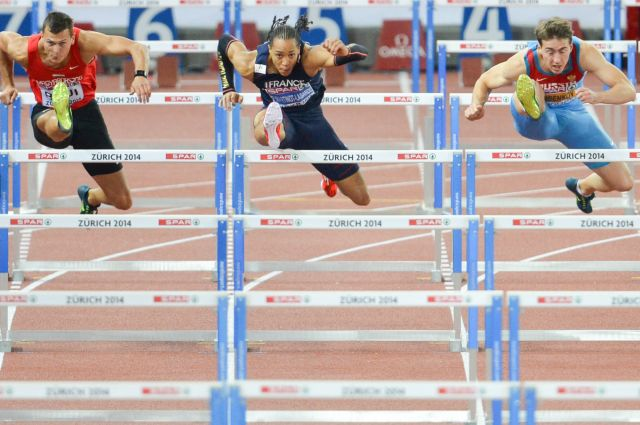
La finale.

| Class   | Corsia | Nome                    | Nazione       | Tempo | Note             |
| ------- | ------ | ----------------------- | ------------- | ----- | ---------------- |
| Oro     | 4      | Sergey Shubenkov        | Russia        | 13.19 |                  |
| Argento | 3      | William Sharman         | Gran Bretagna | 13.27 |                  |
| Bronzo  | 5      | Pascal Martinot-Lagarde | Francia       | 13.29 |                  |
| 4       | 6      | Balázs Baji             | Ungheria      | 13.29 | Record nazionale |
| 5       | 2      | Petr Svoboda            | Rep. Ceca     | 13.63 |                  |
| 6       | 1      | Artur Noga              | Polonia       | 14.25 |                  |
| -       | 7      | Dimitri Bascou          | Francia       | dq    | R163.2           |
| -       | 8      | Lawrence Clarke         | Gran Bretagna | dns   |                  |